# Piscidia piscipula
Piscidia piscipula, llamado comúnmente barbasco, palo de agua, jabil, jabín o chijol, es una especie de árbol tropical de tamaño mediano, de hojas caducas, nativa del sur de Florida, los Cayos de la Florida, Tejas, de Antillas y América Latina. El árbol tiene valor medicinal como analgésico y sedante. Piscidia piscipula fue descrita por (L.) Sarg. y publicado en Garden & Forest 4(186): 436. 1891. Piscidia: nombre genérico que proviene del latín y significa "asesino de peces". piscipula: epíteto latíno que significa "pez pequeño".

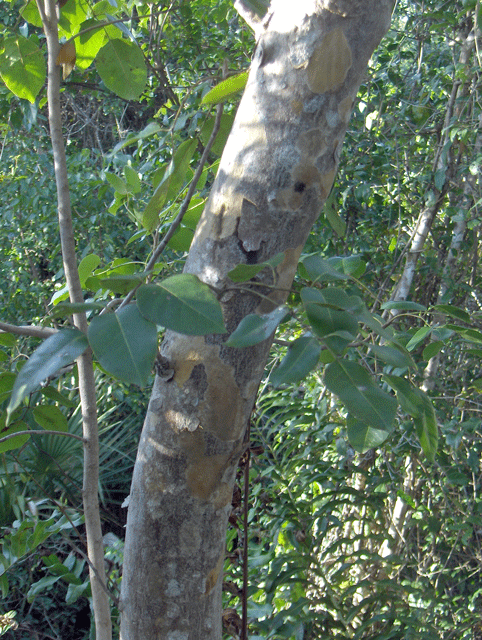
Vista del tronco

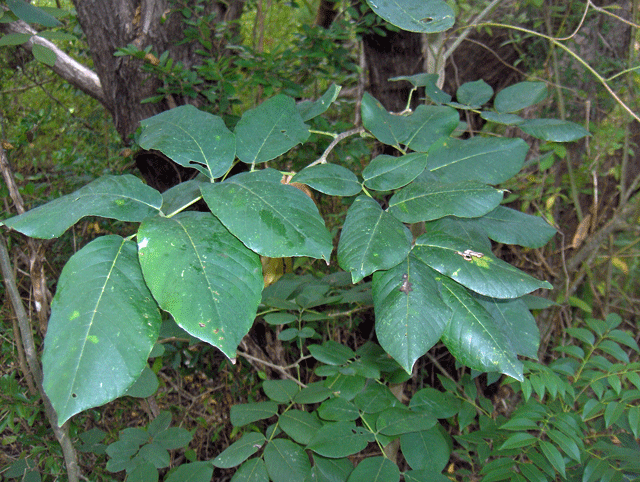
Hojas

## Clasificación y descripción
Árbol cuya altura alcanzada es hasta de 26 m, y diámetro a la altura del pecho de hasta de 60 cm, aunque se han reportado diámetro hasta de 80 cm, tronco generalmente recto; ramas escasas, son ascendentes, copa densa y la parte terminal es horizontal. La corteza externa fisurada, de color grisáceo en árboles grandes, es escamosa y se desprende en placas; pero en árboles jóvenes es casi lisa, con los tallos jóvenes seríceos, glabrescentes. Tiene 7-11 folíolos, ovados a elípticos, de 4–17 cm de largo y 2–11 cm de ancho, ápice obtuso a agudo o acuminado, base redondeada a cuneada. El grosor de la corteza varía de 10 a 20 mm. Las ramas jóvenes son verdes, con lenticelas longitudinales de color verdoso; estipulas anchas, densamente pubescentes de color verde grisáceo y caedizo. Hojas dispuestas en espiral, imparipinnadas, compuestas, alternas, de 12 a 30 cm de largo, incluyendo el peciolo; compuesta por 7 a 9 foliolos opuestos, elípticos, oblongos u oblongos-lanceolado, margen entero, ápice agudo, base redondeada de color verde amarillento o verde oscuro y lisos en el haz; de color verde grisáceo y finamente pubescente en el envés; Foliolos de 4 hasta 10 cm de largo y 2 a 5 cm. Una característica importante de esta especie, es que pierden sus hojas cuando florecen. Las nervaduras secundarias son conspicuas de color verde amarillentas. Las inflorescencias en racimos axilares, con flores de 12–15 mm de largo; cáliz 4–6 mm de largo; las flores se presentan panículas en las axilas de las hojas caídas; flores ligeramente perfumadas, papilionadas (asemejan a una mariposa); pétalos rosados y ligeramente morados; estambres de 10 a 12 mm de largo unidos en un tubo estaminal. El fruto tipo vaina, indehiscente con cuatro alas onduladas, de color verde amarillento, de 1.5 a 8 cm de largo y 2 a 3 cm de ancho, de color pardo amarillentas, contiene de 1 a 10 semillas reniformes, de color pardo amarillentas y brillantes de 5 x 3 mm.

## Distribución
Es una especie Nativa de México, cuya distribución se encuentra en la vertiente del golfo de México, desde el sur de Tamaulipas, hasta la península de Yucatán; en la vertiente del Pacífico, desde Nayarit hasta Chiapas. Aunque también se tienen registros en los estados de San Luis Potosí, Puebla e Hidalgo Fuera del México se tienen registros en Florida, se distribuye ampliamente en todos los países Centroamericanos.

## Ambiente
Es muy abundante en bosques secundarios de selvas mediana subperennifolias y subcaducifolias, sobre todo en zonas perturbadas, especie que en algunos puntos es dominante del dosel. Se ha encontrado también en bosques de encinos tropicales. Crecen en suelos con poca capacidad de retención de humedad, aunque es tolerable a suelos mal drenados. Su rango altitudinal varía desde el nivel del mar hasta los 500 m s. n. m.

## Estado de conservación
Es una especie de crecimiento lento y constituye uno de los árboles más abundantes, en ocasiones dominantes o codominantes, en la Península de Yucatán, ocurre en áreas fuertemente impactadas por la extracción del Cedro. Es una especie, cuyo aprovechamiento de madera no se le ha dado la importancia necesaria. Especie muy apreciada para la actividad apícola. Es una especie que no se encuentra dentro de alguna categoría de protección de acuerdo a la NOM-059-ECOL-2010 de la SEMARNAT. Tampoco se encuentra en la lista de especies de la IUCN.

## Propiedades
Piscidia piscipula puede ser tóxica y solo debe ser utilizado bajo la dirección de un médico.

## Nombres comunes
- En Cuba: guamá hediondo[12]
- En México: matapez[12]
- En Perú: matasarna[12]